# Alène
Alène – rzeka we Francji, przepływająca przez teren departamentu Nièvre, o długości 56 km. Stanowi lewy dopływ rzeki Aron.